# Уоттс, Дилан
Дилан Уоттс (англ. Dylan Watts; род. 11 апреля 1997, Дублин) — ирландский футболист, полузащитник клуба «Шемрок Роверс» (с 2018 года).

## Клубная карьера
Дилан Уоттс провёл два сезона в Первом дивизионе Ирландской лиги за дублинский университетский клуб «ЮКД», где провёл 22 матча в сезоне 2015 года и 15 матчей в сезоне 2016 года.
Затем он перешел в молодёжную команду английской Лиги «Лестер Сити». Там Дилан не провел ни одного матча. В сезоне 2018 года был отдан в аренду в «Богемиан», где сыграл в 20 матчах и забил один гол. В середине сезона 2018 года он покинул «Богемианс» и перешел в «Шемрок Роверс».
Свой первый гол в еврокубках Уоттс забил в матче первого квалификационного раунда Лиги чемпионов УЕФА 2022/23 годов против «Хибернианс».